# Lucio Sestio
Lucio Sestio är en station på Roms tunnelbanas Linea A. Stationen är belägen vid Via Tuscolana i området Don Bosco i sydöstra Rom och togs i bruk 1980. Stationen är uppkallad efter gatan Via Lucio Sestio, vilken har fått sitt namn efter den romerske folktribunen Lucius Sextius Lateranus (300-talet f.Kr.).
Stationen Lucio Sestio har:
- Biljettautomater

## Kollektivtrafik
- Busshållplats för ATAC

## Omgivningar
- Via Tuscolana
- Piazza dei Consoli

### Kyrkobyggnader
- San Giovanni Bosco
- Comunita Madre Maria Eugenia